# Perioada caldă medievală
Perioada caldă medievală, cunoscută și ca Optimul climatic medieval, este o perioadă de încălzire în zona Atlanticului de Nord între anii 950 - 1250. Temperatura la nivel global ar fi putut fi ușor mai scăzută decât cea ce la începutul sec.XX .
Profitând de topirea ghețurilor și verile mai calde, vikingii au explorat țărmurile arctice și au stabilit colonii în Islanda (874), sudul Groenlandei (980-990, Erik cel Roșu) și estul Americii de Nord (Leif Eriksson, cca. 1000).
Între 1300 și 1850 această zonă a cunoscut o lungă si dramatică răcire, cunoscută sub denumirea de Mica Glaciațiune.
Unele studii indică această perioadă de optim climatic ca fiind o anomalie climatică medievală în cadrul unei perioade de răcire globală (Neoglaciațiunea Holocenului), subliniind că semnificația efectelor sale a depășit domeniul anecdotic al temperaturilor.
Nivelul temperaturilor din timpul optimului climatic medieval a fost semnificativ mai ridicat decât cel din timpul Micii Glaciațiuni care a urmat. Mai exact, a fost echivalent cu cel din anii '90, dar nu ar fi atins nivelul „global” al temperaturilor de la începutul secolului al XXI-lea.